# Butija
Butija (lat. Butia), biljni rod iz porodice palmovki smješten u podtribus Cocoinae, dio tribusa Cocoseae, potporodica Arecoideae.
U rod su uključene 22 vrste sa istoka Južne Amerike, od sjeveroistočnog Brazila do sjeveroistočne Argentine, uključujući Urugvaj i Paragvaj).
Mezokarp vrste B. capitata je jestiv i od njega se mogu praviti džemovi; nekoliko vrsta je rasprostranjeno kao spororastuće ukrasne biljke, tolerantne na hladnoću.

## Vrste
1. Butia archeri (Glassman) Glassman
2. Butia arenicola (Barb.Rodr.) Burret
3. Butia campicola (Barb.Rodr.) Noblick
4. Butia capitata (Mart.) Becc.
5. Butia catarinensis Noblick & Lorenzi
6. Butia eriospatha (Mart. ex Drude) Becc.
7. Butia exilata Deble & Marchiori
8. Butia exospadix Noblick
9. Butia lallemantii Deble & Marchiori
10. Butia lepidotispatha Noblick
11. Butia leptospatha (Burret) Noblick
12. Butia marmorii Noblick
13. Butia matogrossensis Noblick & Lorenzi
14. Butia microspadix Burret
15. Butia noblickii Deble, Marchiori, F.S.Alves & A.S.Oliveira
16. Butia odorata (Barb.Rodr.) Noblick
17. Butia paraguayensis (Barb.Rodr.) L.H.Bailey
18. Butia poni (Hauman) Burret
19. Butia pubispatha Noblick & Lorenzi
20. Butia purpurascens Glassman
21. Butia witeckii K.Soares & S.J.Longhi
22. Butia yatay (Mart.) Becc.